# Tabernas
Tabernas is een dorp en gemeente in Andalusië, Spanje. Het ligt in de provincie Almería. De oppervlakte is 280 km² en er wonen 3579 mensen (2007).

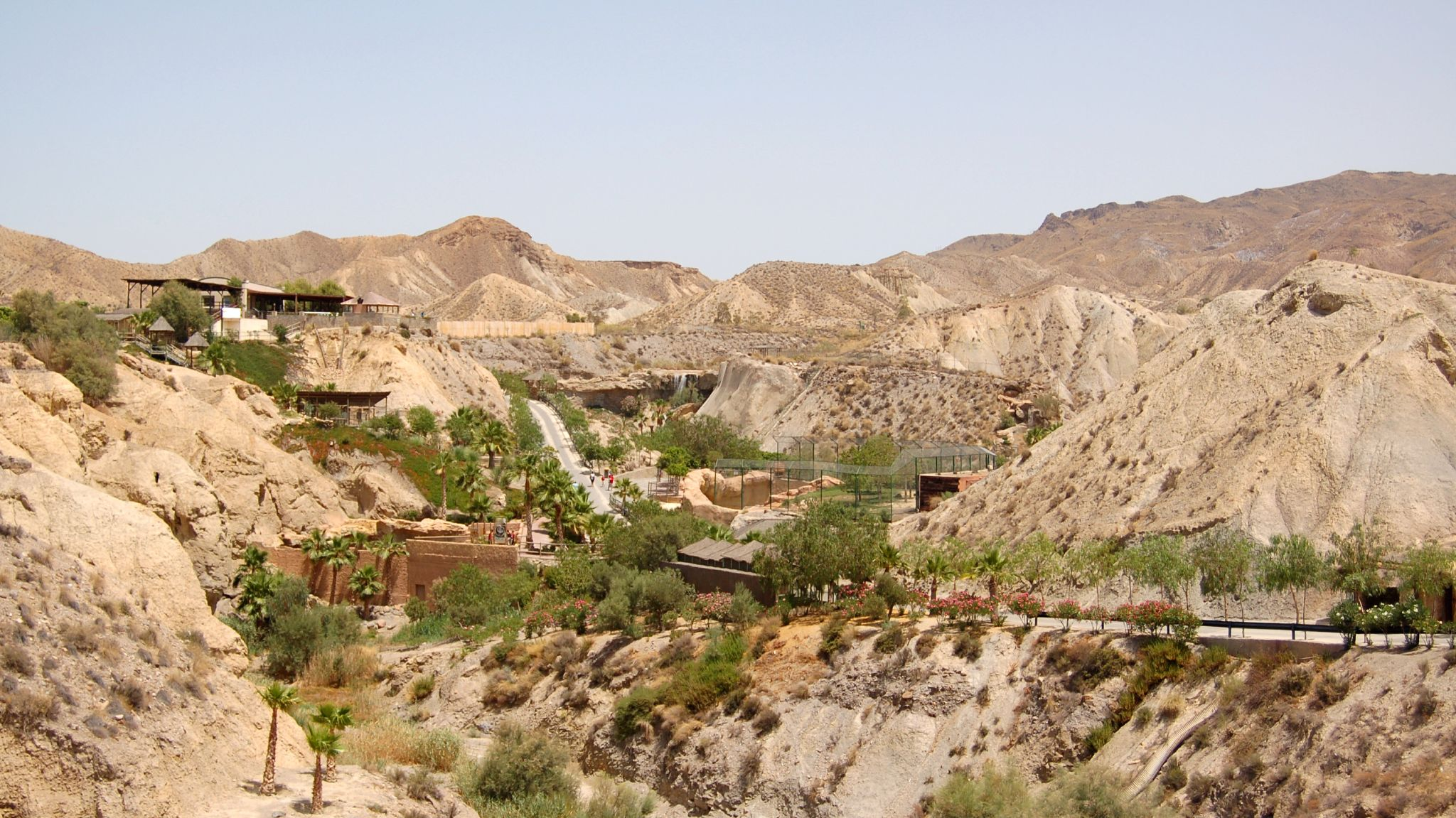
Themapark in Tabernas
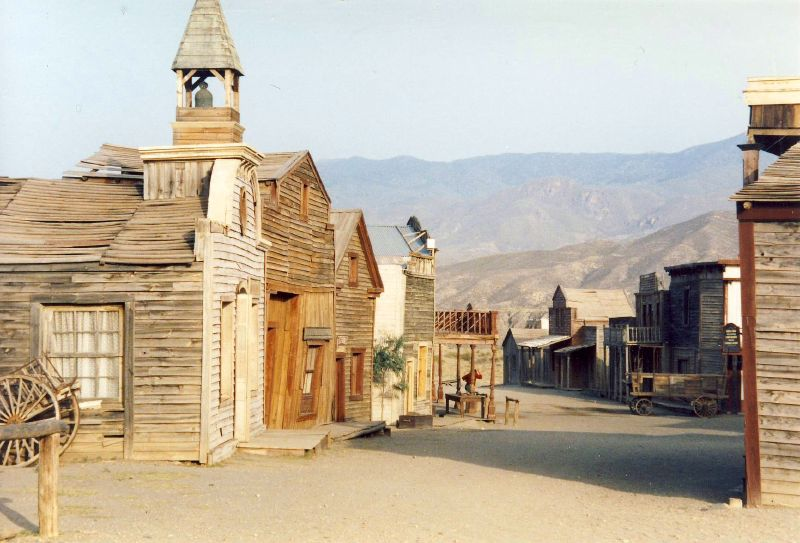
Filmset in Tabernas

## Geografie en geologie
Tabernas ligt in de Tabernaswoestijn, een woestijnlandschap dat ontstaan is door een tekort aan neerslag. Dat komt door de zogenaamde orografische schaduw, waarbij een ligging tussen twee bergketens zorgt voor het tegenhouden van neerslag. Dat uit zich in een vegetatie van voornamelijk cactussen.

## Demografische ontwikkeling
Bron: INE, 1857-2011: volkstellingen

## Trivia
- Tabernas is bekend doordat de omgeving het toneel was van de zogenaamde spaghettiwesterns van Sergio Leone, zoals The Good, the Bad and the Ugly en For A Few Dollars More. Men heeft er een Mini-Hollywood ingericht, 5 km zuidelijker, compleet met saloons en banken.

Abla · Abrucena · Adra · Albánchez · Alboloduy · Albox · Alcolea · Alcóntar · Alcudia de Monteagud · Alhabia · Alhama de Almería · Alicún · Almería · Almócita · Alsodux · Antas · Arboleas · Armuña de Almanzora · Bacares · Balanegra · Bayárcal · Bayarque · Bédar · Beires · Benahadux · Benitagla · Benizalón · Bentarique · Berja · Canjáyar · Cantoria · Carboneras · Castro de Filabres · Chercos · Chirivel · Cóbdar · Cuevas del Almanzora · Dalías · El Ejido · Enix · Felix · Fines · Fiñana · Fondón · Gádor · Los Gallardos · Garrucha · Gérgal · Huécija · Huércal de Almería · Huércal-Overa · Illar · Instinción · Laroya · Láujar de Andarax · Líjar · Lubrín · Lucainena de las Torres · Lúcar · Macael · María · Mojácar · La Mojonera · Nacimiento · Níjar · Ohanes · Olula de Castro · Olula del Río · Oria · Padules · Partaloa · Paterna del Río · Pechina · Pulpí · Purchena · Rágol · Rioja · Roquetas de Mar · Santa Cruz de Marchena · Santa Fe de Mondújar · Senés · Serón · Sierro · Somontín · Sorbas · Suflí · Tabernas · Taberno · Tahal · Terque · Tíjola · Las Tres Villas · Turre · Turrillas · Uleila del Campo · Urrácal · Velefique · Vélez-Blanco · Vélez-Rubio · Vera · Viator · Vícar · Zurgena